# Windows Home Server
A Windows Home Server a Microsoft szerveroldali operációs rendszere. A Quattro kódnevű szoftvert a 2007. január 7-ei Consumer Electronics Shown mutatta be Bill Gates, gyártásba pedig 2007. július 16-án került. Hivatalosan november 4-én jelent meg. A projekt atyja Charlie Kindel, a Home Serverért 2005 és 2009 között felelő igazgató volt.
A Windows Server 2003 R2-n alapuló rendszerhez három funkcióbővítő frissítést (Power Pack) adtak ki. Támogatása 2013. január 8-án szűnt meg.
Utódja a 2011-ben megjelent Windows Home Server 2011, a termékvonal utolsó tagja.

## Funkciói
- Tíz számítógép és tíz felhasználó: klienslicenc vásárlása nélkül a rendszer tíz számítógépre telepíthető és tíz felhasználó hozható létre[12]
- Központi biztonsági mentés: a maximum tíz számítógépen beállítható[13] funkcióval elkerülhető egy fájl többszöri mentése még akkor is, ha az több gépen megtalálható[14]
- Állapotellenőrzés: a hálózaton lévő számítógépek állapotának (vírusirtó, tűzfal stb.) lekérdezése[14]
- Fájlmegosztás: a megosztott fájlok kategóriák (például dokumentumok, képek) szerinti mentése[14] és indexelése[15]
- Nyomtatómegosztás: lehetővé teszi nyomtatószerver kijelölését[14]
- Árnyékmásolatok: pillanatképek készítése a fájlok régebbi állapotának visszamásolására[16]
- Konzolos elérés: nem szükséges monitor és billentyűzet használata,[14] a rendszer terminálból is vezérelhető; a távoli kezelés az azonos hálózathoz csatlakozva lehetséges[17][18]
- Távoli elérés: a hálózathoz csatlakoztatott összes gép elérhető interneten keresztül[17]
- Médiatovábbítás: az Xbox 360 és más, Windows Media Connectet használó eszköz támogatása[14]
- Redundancia: a kiválasztott fájlokat több helyre is menti, így egy lemez meghibásodása esetén is visszaállítható[14]
- Tárhely: a rendszer nem használ meghajtó-betűjeleket, hanem a lemezeket összevontan kezeli; a tárhely így könnyebben bővíthető[14]
- Bővíthetőség: a szoftverfejlesztői készlettel más fejlesztők új funkciókat adhatnak a rendszerhez[15]
- Szerveroldali biztonsági mentés: a szerveren található megosztott fájlok külső tárolóra mentése[19]

## Összetevői

### Home Server Console
A Home Server Console funkcióval a rendszer kezelése korábbi adminisztrációs tapasztalat nélkül is lehetséges; míg az alkalmazás a szerveren, a grafikus felület a kliensen fut. A szerverbe nem kötelező videókártyát építeni; a működés feltétele a Windows XP-t, Windows Vistát vagy Windows 7-et futtató, Ethernet-kártyával ellátott gép.

### Drive Extender
A fájlreplikációs szolgáltatás az alábbi feladatokat látta el:
- Redundancia biztosítása több lemezen; ha az egyik megsérül, az adatok nem vesznek el
- Bármilyen tároló (SATA, USB, FireWire) támogatása a tárhely bővítéséhez
- Meghajtó-betűjelek elhagyása, így a tárhely összevontan kezelhető

A Drive Extenderrel lehetséges a tárolók cseréje: ilyenkor a cseréhez a fájlok tömörítődnek. A felhasználóknak két szinttel (megosztott mappák és meghajtók) kell foglalkozniuk.
Ha a szabad terület alacsony, a fájlok többszörözése nem történik meg.
2010. november 23-án bejelentették, hogy a funkciót eltávolítják. A döntés a felhasználók „megdöbbenését és felháborodását” váltotta ki; a funkció többek szerint a rendszer fő vonzereje volt. Michael Leworthy fejlesztő szerint a Drive Extender használata lemezhibákat okozhat. Eltávolítását követően több hasonló funkcionalitású szoftver (például Drive Bender és DrivePool) is megjelent.

### Biztonsági mentés
A rendszer a beállított fájlokról és mappákról automatikus biztonsági mentést készít, amelyeket a szerverre helyez el. Később ezekből rendszerindító lemez készíthető, amellyel visszaállíthatóak.
A biztonsági mentések (a Power Pack 1-ben bevezetett szerveroldali is) csak egy példányban készülnek.

### Távoli elérés
A megosztott fájlokhoz a Windows Live által biztosított felületen keresztül az interneten keresztül is hozzá lehet férni. A webes interfészen a le- és feltöltés is lehetséges (utóbbi csak két gigabyte-ig).
A rendszer a távoli asztali hozzáférést és az ActiveX-beágyazást is támogatja.

### Bővítmények
2010 januárjáig külső fejlesztők közel száz bővítményt (például vírusirtók, automatizációs eszközök) adtak ki.

## Kompatibilitás
Az operációs rendszer támogatja a Windows XP-vel, Windows Vistával vagy Windows 7-tel való integrációt. A Microsoft Security Essentials nem futtatható.
Ugyan a Power Pack 1 támogatja a 64 bites rendszereket, azonban a visszaállító lemez nem, így ezeknél a rendszer-visszaállítás nem használható. A Windows XP 64 bites verziója csak nem hivatalos megoldásokkal használható. Korábban tervezték a macOS támogatását, azonban az Apple az újabb verziókban letiltotta az SMB-protokollt. A Hewlett-Packard saját megoldásával lehetséges az Apple-gépek biztonsági mentése.

### Hardver
| CPU               | 1 GHz-es Pentium III vagy egyenértékű |
| RAM               | 512 MB                                |
| Tárhely           | 80 GB                                 |
| Telepítőeszköz    | DVD vagy flashmemória                 |
| Hálózat           | 100 Mbit/s Ethernet                   |
| Beviteli eszközök | Billentyűzet és egér                  |

## Javított hibák

### Fájlok sérülése
A rendszer első kiadásában az NTFS alternatív adatfolyamának használatakor adatvesztés léphetett fel, ha a mentés közben a szerver nagyobb terhelés alatt állt; ez a kliensgépek biztonsági mentéseit nem érintette. Habár a hibáról a Microsoft már 2007 októberében tudott, a felhasználókat csak december közepén értesítették. Később kiadták az érintett alkalmazások listáját.
A hibát a 2008. július 21-én megjelent Power Pack 1-ben javították.

### Biztonsági másolatok hiánya
Kezdetben nem volt lehetőség a szerver biztonsági mentésére; a Power Pack 1 lehetőséget nyújtott a megosztott mappák külső eszközre való mentésére. Előfizetéses szolgáltatások is léteznek, azonban ezek az operációs rendszert nem tudják megőrizni. A kliensoldali adatbázisok mentése manuálisan lehetséges.

## Árazása
A szoftver dobozos és hardverépítői kiadásban is megvásárolható. 2008 novemberében a rendszerépítői készlet árát száz dollárra csökkentették.
A rendszer 2009. március 23-án elérhetővé vált az MSDN és a Technet előfizetőinek is. Egyes számítógépek csak licenccel együtt vásárolhatóak meg; ilyenkor a szoftver ára visszatéríthető.

## Fordítás
- Ez a szócikk részben vagy egészben  a   Windows Home Server című angol Wikipédia-szócikk ezen változatának fordításán alapul.  Az eredeti cikk szerkesztőit annak laptörténete sorolja fel. Ez a jelzés csupán a megfogalmazás eredetét és a szerzői jogokat jelzi, nem szolgál a cikkben szereplő információk forrásmegjelöléseként.